# InterCity (Suisse)

Logo représentatif du service InterCity en Suisse.

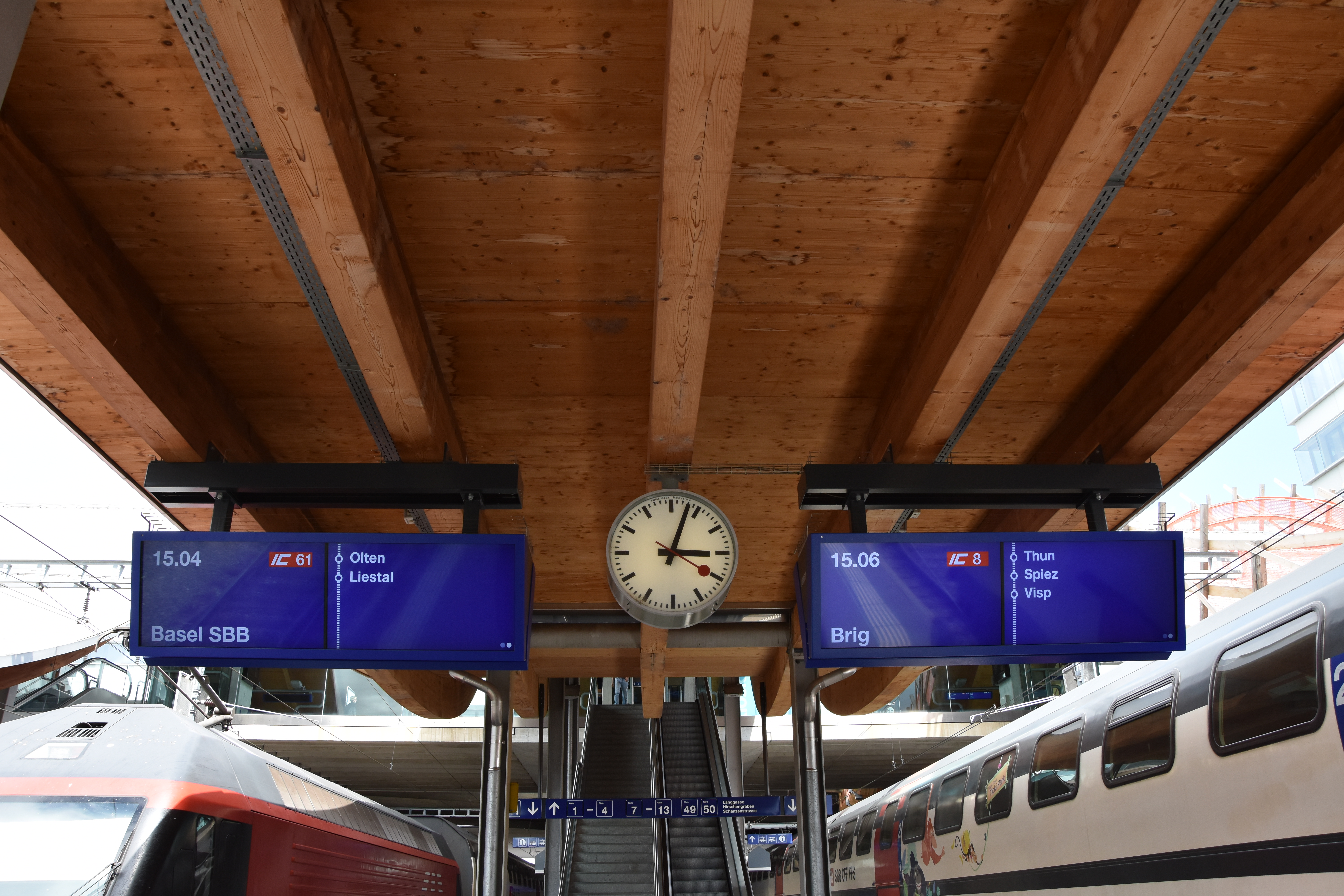
Départs coordonnés de l'IC61 pour Bâle et de l'IC8 pour Brigue en gare de Berne.

En Suisse, les trains InterCity (abrégés « IC ») sont des trains grandes lignes reliant les grandes agglomérations du pays dont la gamme de services est située entre les InterRegio (IR) et les EuroCity (EC). Définis par la phrase « Rapidement d’un centre à l’autre », ces trains sont en général équipés de matériel climatisé, de restaurant CFF ou de bistrot CFF, d'un service mini-bar, d'un espace silence et d'un espace affaires en 1re classe ainsi que d'un espace familles ou, ponctuellement, d'une voiture-familles en 2e classe.
Les lignes InterCity suisses sont numérotées par analogie avec le réseau autoroutier suisse depuis le changement d'horaire de décembre 2018,.

## Horaire cadencé

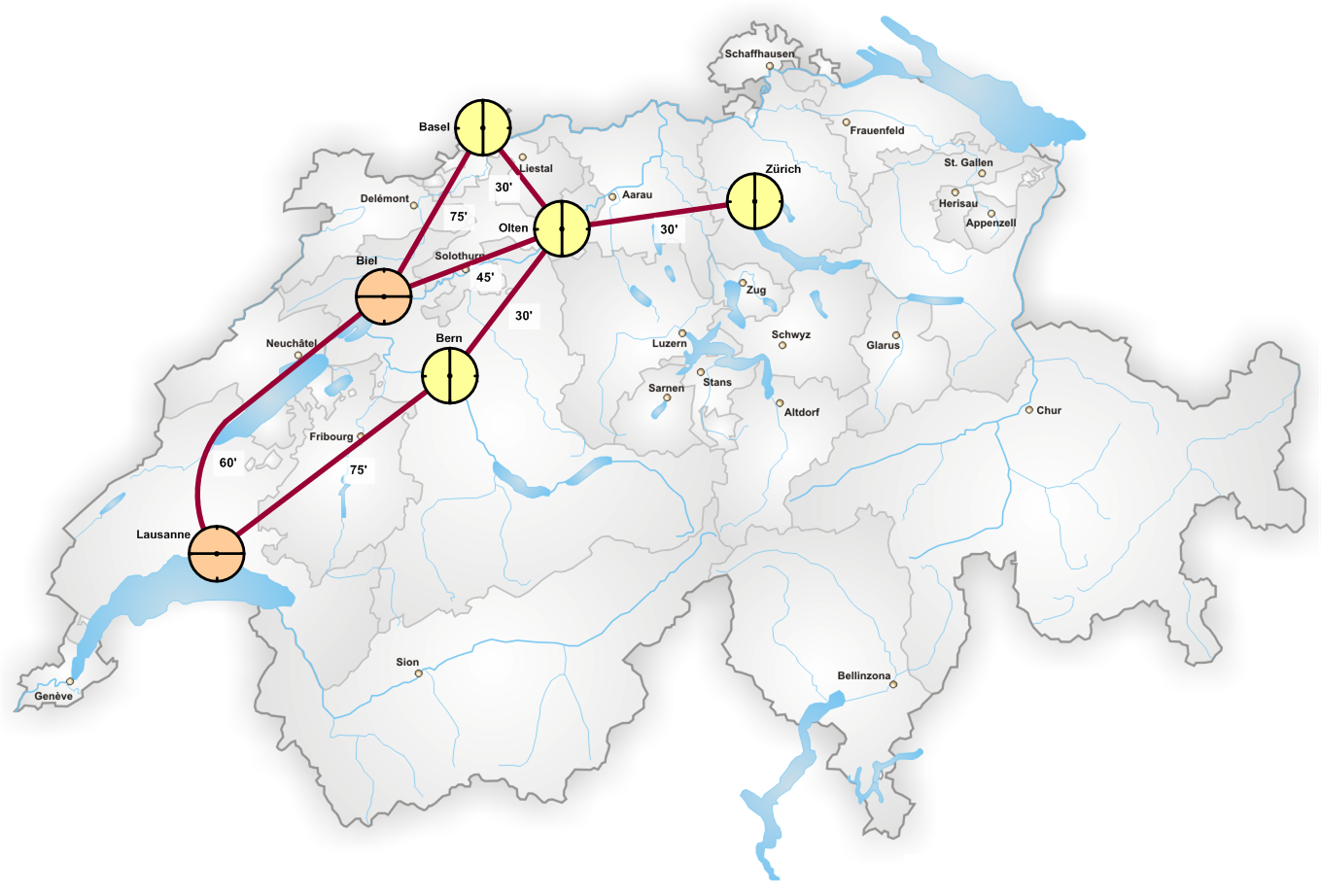
Points nodaux de Rail 2000.

Le fonctionnement du réseau de trains InterCity suisses est basé sur le concept de l'horaire cadencé. Apparu lors du changement d'horaire du 12 décembre 1982, il assure que chaque ligne est desservie au moins chaque heure avec la même desserte aux mêmes minutes. Lorsque les trains se croisent aux bonnes minutes dans les gares, cela assure chaque heure des correspondances efficaces et systématiques entre les différentes lignes. Ces gares sont appelées points nodaux.
Pour que les grandes lignes puissent systématiquement se croiser dans les différents points nodaux, il faut que le temps de trajet entre ceux-ci soit (en tenant compte du temps d'arrêt en gare) un multiple de la moitié de la fréquence de cadencement choisie. Lors de la mise en place du plan Rail 2000, les chemins de fer suisses ont ainsi dû améliorer les vitesses de trajet entre les nœuds de Lausanne et Berne, Bienne et Zurich ou encore Zurich et Saint-Gall pour obtenir des temps de trajet multiples de 30 minutes,.

## Histoire

### Généralités
Au départ, la principale différence des InterCity par rapport aux trains express classiques était la présence de voitures voyageurs climatisées. Seules des voitures de première classe pouvaient être utilisées en 1982 (au moins une voiture par train InterCity) car les voitures VU IV étaient encore en cours de livraison. En outre, à l'exception des trains Swiss Express composés de voitures VU III, il n'y avait quasiment pas d'autres voitures climatisées circulant en Suisse. La seule autre grande série de voitures climatisées des CFF, les Eurofima, étaient déjà utilisées en trafic international en raison des critères de qualité requis pour les trains EuroCity. Avec la poursuite de la livraison des voitures VU IV, la proportion de voitures climatisées dans les compositions de trains InterCity n'a cessé d'augmenter pour être fixée au fil des années à au moins 80 %, en-dehors des renforts de composition. Depuis 2005, les voitures sont toutes climatisées sauf exception ; il en est de même pour les trains InterRegio.
Dans le cadre du projet Rail 2000, une nouvelle ligne apte à 200 km/h a été construite et mise en service fin 2004 afin de réduire le temps de trajet entre les gares de Berne et Olten à moins d'une demi-heure et de Berne à Zurich en moins d'une heure, ainsi que de densifier le trafic sur cet axe structurant du réseau ferré suisse,,. Le projet Rail 2000 fut également marqué par la mise en service des compositions de voitures voyageurs à deux niveaux IC 2000 tractées par des locomotives électriques Re 460 aptes à 200 km/h,,.
Le réseau InterCity a également été fortement marqué par la réalisation des nouvelles lignes ferroviaires à travers les Alpes. L'ouverture du tunnel de base du Lötschberg fin 2007 au trafic voyageurs a permis de réduire le temps de trajet entre Spiez et Brigue d'environ une heure à 35 minutes tout en insérant un train de plus toutes les deux heures et en créant un nœud de correspondance en gare de Viège avec les trains circulant sur la ligne du Simplon,,,. La mise en service du tunnel de base du Saint-Gothard pour le trafic grandes lignes lors du changement d'horaire du 11 décembre 2016 a permis de réduire de trente minutes le temps de trajet des trains InterCity circulant depuis Bâle et Zurich vers le canton du Tessin,. Le trafic de voyageurs a augmenté de 30 % selon les CFF entre le changement d'horaire de 2016 et le mois d'avril par rapport à la même période en 2015. Enfin, le tunnel de base du Ceneri a été mis en service pour le trafic InterCity lors du changement d'horaire du 13 décembre 2020, permettant un gain de temps supplémentaire de 20 minutes entre Bellinzone et Lugano dans la traversée du Tessin,,.
En plus des voitures climatisées, à partir de l'horaire 2017, un service de restauration fait également partie du service obligatoire rendu par un train InterCity suisse. Il s'agit d'une voiture-restaurant et/ou d'un mini-bar qui circule dans le train. Ils comprennent également une voiture familiale présentant une zone familiale ou une aire de jeu en deuxième classe, généralement dans la voiture-pilote.
Depuis le changement d'horaire de 2017 des CFF, la catégorie des trains pendulaires InterCity (InterCityNeigezug) a été supprimée et intégrée dans la catégorie des trains InterCity. En outre, les trains InterCity ainsi que les InterRegio ont reçu des numéros de ligne. La numérotation est basée sur celle du réseau routier national (InterCity 1 sur l'axe est-ouest de l'autoroute A1, InterCity 2 analogue à l'autoroute A2, etc.),.
En 2018, les CFF ont lancé un programme de rénovation de leurs 341 voitures à deux niveaux IC 2000 visant à prolonger leur exploitation jusqu'à 2035 voire au-delà. Ces travaux sont réalisés par les ateliers d'Olten et devraient durer de 2019 à 2024,,. Les deux premières voitures rénovées, présentées sous forme de prototype, ont été réceptionnées par les CFF début 2019. Ces voitures présentent un nouvel aménagement intérieur plus lumineux avec une moquette et des revêtements de siège renouvelés. Des prises électriques sont également intégrées aux tablettes tandis que la réception des ondes de radiotéléphonie est améliorée de manière à anticiper l'usage de la 5G dans les trains. Le nombre de places pour les bicyclettes est également porté de 200 à 360 pour les 44 voitures pouvant accueillir des vélos.
Lors du changement d'horaire de décembre 2019, les premiers trains Bombardier TWINDEXX Swiss Express ont été déployés sur la ligne IC3 reliant Bâle, Zurich et Coire. Ce déploiement s'est poursuivi le changement d'horaire du 13 décembre 2020, avec le remplacement d'un peu plus de la moitié des compositions IC 2000 par ces nouveaux trains sur la ligne IC1 qui relie Genève, Lausanne, Berne, Zurich et Saint-Gall, après déjà plusieurs services sur cette ligne dès juin 2020. Ces trains devraient à terme utiliser la pendulation pour réduire le temps de trajet entre Lausanne et Berne. Lors de ce même changement d'horaire, les trains IC5 ont repris la desserte sans arrêt de Winterthour à Saint-Gall des IC1, reprenant quant à eux la desserte avec quatre arrêts intermédiaires. Cette modification permet d'assurer, avec la nouvelle desserte EuroCity entre Zurich et la gare centrale de Munich, reprenant les mêmes sillons que les IC5 de Zurich à Saint-Gall, une cadence de desserte plus élevée de Zurich à Saint-Gall notamment aux heures de pointe,.
Cette mise en service par étapes successives fait suite aux nombreuses difficultés technniques rencontrées par Bombardier sur ces rames, notamment sur les systèmes informatiques mais aussi sur le dispositif de compensation du roulis en pendulation, sans même parler du différend avec les associations de personnes handicapées au sujet de l'accessibilité des voitures par les personnes à mobilité réduite,.
Les CFF ont également lancé un programme de rénovation des 44 trains pendulaires RABDe 500, circulant notamment sur les lignes IC5 et IC51, et devant s'étaler de 2021 à 2029 pour un montant estimé à 400 millions de francs suisses. Ces travaux sont réalisés dans les ateliers d'Yverdon-les-Bains,.

### Évolution du réseau InterCity

#### Réseau de1982
Le réseau InterCity suisse de 1982 concrétise l'introduction de l'horaire cadencé en Suisse et les débuts du réseau InterCity tel que connu aujourd'hui. Il présente cinq lignes desservies une fois par heure ou une fois toutes les deux heures (certaines lignes pouvaient être desservies à certaines heures par d'autres types de trains tels que les ICE, les EuroCity ou les TGV mais en gardant le même horaire que les InterCity suisses).
- Genève-Aéroport - Genève - Lausanne - Fribourg - Berne - Gare centrale de Zurich - Zurich Aéroport - Winterthour - Wil - Gossau - Saint-Gall
- Brigue - Goppenstein - Kandersteg - Frutigen - Spiez - Thoune - Berne - Olten - Bâle (toutes les deux heures)
- Bâle - Olten - Lucerne - Arth-Goldau (- Bellinzone - Lugano - Chiasso - Milan-Centrale) (toutes les deux heures)
- Gare centrale de Zurich - Zoug - Arth-Goldau - Bellinzone - Lugano - Chiasso - Milan-Centrale (toutes les deux heures)
- Bâle - Gare centrale de Zurich - Ziegelbrücke - Sargans - Landquart - Coire (toutes les heures jusqu'à Sargans, desserte toutes les deux heures de Ziegelbrücke et de Sargans à Coire ainsi que de Sargans vers Buchs et l'Autriche)

Plan schématique du réseau InterCity suisse à partir de 1982.

#### Réseau InterCity de2002
Le réseau InterCity suisse de 2002 constitue une première avancée majeure depuis la mise en place de l'horaire cadencé sur le réseau InterCity en 1982. Il présente cinq lignes desservies une fois par heure ou une fois toutes les deux heures (certaines lignes pouvaient être desservies à certaines heures par d'autres types de trains tels que les ICE, les EuroCity ou les TGV mais en gardant le même horaire que les InterCity suisses).
- Genève-Aéroport - Genève - Lausanne - Fribourg - Berne - Gare centrale de Zurich - Zurich Aéroport - Winterthour - Wil - Uzwil - Flawil - Gossau - Saint-Gall
- (Brigue - Viège - Goppenstein - Kandersteg - Frutigen -, en alternance toutes les deux heures avec : Interlaken-Est - Interlaken-Ouest - ) Spiez - Thoune - Berne - Gare centrale de Zurich - Zurich Aéroport - Winterthour - Frauenfeld - Weinfelden - Amriswil - Romanshorn (toutes les heures)  Note : La desserte de cette ligne a été fortement modifiée lors du changement d'horaire de décembre 2007 avec la mise en service du tunnel de base du Lötschberg, la ligne ne desservant plus que la gare de Viège entre Brigue et Spiez.
- (Brigue - Viège - Goppenstein - Kandersteg - Frutigen -, en alternance toutes les deux heures avec : Interlaken-Est - Interlaken-Ouest - ) Spiez - Thoune - Berne - Olten - Bâle (toutes les heures)  Note : La desserte de cette ligne a été fortement modifiée lors du changement d'horaire de décembre 2007 avec la mise en service du tunnel de base du Lötschberg, la ligne ne desservant plus que la gare de Viège entre Brigue et Thoune.
- (Bâle- Olten - Lucerne -, en alternance avec : Gare centrale de Zurich - ) Arth-Goldau - Bellinzone - Lugano - Chiasso - Milan-Centrale (toutes les heures)
- Bâle - Gare centrale de Zurich
- Gare centrale de Zurich - Bülach -  Schaffhouse ( - Singen) (jusqu'à Schaffhouse toutes les heures, puis toutes les deux heures)

Les trains InterCity pendulaires circulant via Bienne et la ligne du Pied du Jura, exploités depuis 1999 avec les trains pendulaires RABDe 500, font partie de la catégorie particulière des ICN jusqu'en décembre 2017.

Plan schématique du réseau InterCity suisse à partir de 2002.

## Réseau InterCity dedécembre 2017
Depuis le changement d'horaire de décembre 2017, les lignes InterCity suisses sont numérotées et sont au nombre de dix. Dans le cadre du service annuel 2021, les 10 lignes InterCity suivantes circulent à la cadence horaire sur le réseau ferroviaire suisse :
- 1  Genève-Aéroport – Genève-Cornavin – Lausanne – Fribourg – Berne – Gare centrale de Zurich – Zurich Oerlikon – Zurich Aéroport – Winterthour – Wil – Uzwil – Flawil – Gossau – Saint-Gall
- 2 Gare centrale de Zurich – Zoug – Arth-Goldau – (Altdorf –) Bellinzone – Lugano
- 21 Bâle CFF – Olten – Lucerne – Arth-Goldau – Bellinzone – Lugano
- 3 Bâle CFF – Gare centrale de Zurich – Sargans – Landquart – Coire
- 4 Gare centrale de Zurich – Schaffhouse – Singen (Htw) (– Gare centrale de Stuttgart)
- 5  Genève Aéroport - Genève - Morges /Lausanne – Yverdon-les-Bains – Neuchâtel – Bienne (– Grenchen Sud) – Soleure (– Oensingen) – Olten – Gare centrale de Zurich (– Zurich Aéroport – Winterthour – Saint-Gall – Rorschach)
- 51 Bienne – Granges-Nord – Moutier – Delémont – Laufon – Bâle CFF
- 6 Bâle CFF – Liestal – Olten – Berne – Thoune – Spiez – Viège – Brigue (– Domodossola)
- 61 Bâle CFF – Olten - Berne – Thoune – Spiez – Interlaken-Ouest – Interlaken-Est
- 8 Romanshorn – Amriswil – Weinfelden – Frauenfeld – Winterthour – Zurich Aéroport – Gare centrale de Zurich –  Berne – Thoune – Spiez – Viège – Brigue

Plan schématique du réseau InterCity suisse depuis le changement d'horaire de décembre 2017.

## Réseau InterCity dedécembre 2021
Lors du changement d'horaire de décembre 2021, les trains IC1, circulant de Genève-Aéroport à Saint-Gall une fois par heure, ont été prolongés jusqu'en gare de Rorschach.

## Réseau InterCity dedécembre 2022
Avec le changement d'horaire de décembre 2022, la ligne InterCity 81 est créée. Elle circule en alternance avec la ligne InterCity 8 toutes les deux heures et relie Romanshorn à la gare d'Interlaken-Est.
- 81 Romanshorn – Amriswil – Weinfelden – Frauenfeld – Winterthour – Zurich Aéroport – Gare centrale de Zurich - Berne – Thoune – Spiez – Interlaken-Ouest – Interlaken-Est[40]

## Réseau InterCity dedécembre 2024
Le changement d'horaire de décembre 2024 apporte plusieurs modifications importantes au réseau InterCity. Tous les IC5 circulent désormais depuis et jusqu'à Lausanne au lieu de Genève-Aéroport une fois sur deux. Pour permettre des correspondances entre Genève et le pied du Jura, ils s'arrêtent à Renens, tout comme l'IC1,.
- 1 Genève-Aéroport – Genève-Cornavin – Renens – Lausanne  – Fribourg – Berne – Gare centrale de Zurich – Zurich Oerlikon – Zurich Aéroport – Winterthour – Wil – Uzwil – Flawil – Gossau – Saint-Gall
- 2 Gare centrale de Zurich – Zoug – Arth-Goldau – (Altdorf –) Bellinzone – Lugano
- 21 Bâle CFF – Olten – Lucerne – Arth-Goldau – Bellinzone – Lugano
- 3 Bâle CFF – Gare centrale de Zurich – Sargans – Landquart – Coire
- 5 Lausanne – Renens – Yverdon-les-Bains – Neuchâtel – Bienne (– Grenchen Sud) – Soleure (– Oensingen) – Olten – Gare centrale de Zurich – Zurich Aéroport – Winterthour – Saint-Gall (– Rorschach)
- 51 Bienne – Granges-Nord – Moutier – Delémont – Laufon – Bâle CFF
- 6 Bâle CFF – Liestal – Olten – Berne – Thoune – Spiez – Viège – Brigue
- 61 Bâle CFF – Olten - Berne – Thoune – Spiez – Interlaken-Ouest – Interlaken-Est
- 8 Romanshorn – Amriswil – Weinfelden – Frauenfeld – Winterthour – Zurich Aéroport – Gare centrale de Zurich - Berne – Thoune – Spiez – Viège – Brigue
- 81 Romanshorn – Amriswil – Weinfelden – Frauenfeld – Winterthour – Zurich Aéroport – Gare centrale de Zurich - Berne – Thoune – Spiez – Interlaken-Ouest – Interlaken-Est

## Projets
Dans le cadre de l'étape 2035 du programme de développement stratégique de l’infrastructure ferroviaire suisse (aussi connu sous l'abréviation PRODES), il est prévu d'instaurer la cadence semi-horaire sur les dessertes InterRegio et InterCity suisses en anticipation d'un doublement de la fréquentation des trains d'ici 2040. La cadence au quart d'heure en trafic InterCity est également prévue sur les sections de Genève à Lausanne ainsi que de Berne à Zurich et Frauenfeld.
Pour atteindre cet objectif, de nombreux projets d'aménagement du réseau ferré sont prévus dont les plus importants contiennent la réalisation des ouvrages phares que sont :
- le tunnel de Brütten, visant à créer un lien direct sans arrêt entre la gare centrale de Zurich et Winterthour afin de gagner huit minutes de temps de trajet ;
- le tunnel de base du Zimmerberg II, permettant de gagner cinq minutes sur le temps de trajet entre la gare centrale de Zurich et Zoug ;
- le doublement partiel ou total du tunnel de base du Lötschberg afin d'atteindre la cadence semi-horaire sur l'axe du Lötschberg de Berne à Brigue ;
- le tunnel de Gléresse, supprimant la dernière section en voie unique de la ligne du Pied du Jura[45].

D'ici 2035, de nouvelles lignes InterCity devraient voir le jour. En Suisse romande, la ligne IC51 devrait être prolongée jusqu'à la gare de Genève-Aéroport une fois par heure et circuler toutes les demi-heures de Bienne à Bâle tandis que la ligne IC5 circulera toutes les demi-heures au départ de la gare de Genève-Aéroport avec rebroussement en gare de Lausanne. La ligne IR90 reliant Genève au canton du Valais deviendra la ligne IC9 tandis que la ligne IR15 reliant Genève à Lucerne sera transformée en IC11 et circulera dans un sillon décalé d'une demi-heure par rapport à celui de la ligne IC1 entre Genève et Berne. Un second train circulera dans la demi-heure complémentaire en tant qu'IC11 entre Berne et Lucerne.
En Suisse alémanique, la création de la ligne IC7 permettra de créer une desserte à la demi-heure de Berne à Frauenfeld via Aarau, la gare centrale de Zurich et Winterthour, en empruntant le tunnel du Brütten. De plus, les lignes IC1 et IC8 circuleront en alternance toutes les demi-heures de Berne à Romanshorn et Constance via l'aéroport international de Zurich. La ligne IC5 sera prolongée une fois par heure de Saint-Gall à Sankt Margrethen. La ligne IC6 circulera toutes les heures de Brigue à Bâle et sera complétée dans la demi-heure complémentaire par une nouvelle ligne IC61 reliant Interlaken à Bâle avec la même desserte que l'IC6 de Berne à Bâle. De même, la ligne IC8 sera dédoublée par une ligne IC81 circulant dans la demi-heure complémentaire entre Interlaken et Berne. Enfin, la ligne IC3 circulera toutes les demi-heures de Bâle à Coire via Zurich.

Plan schématique du réseau InterCity suisse prévu pour 2035.